# 401e régiment d'artillerie
Le 401e régiment d'artillerie, était une unité d'artillerie de l'armée française spécialisée dans la lutte antiaérienne.

## Historique des garnisons, combats et batailles

### Création

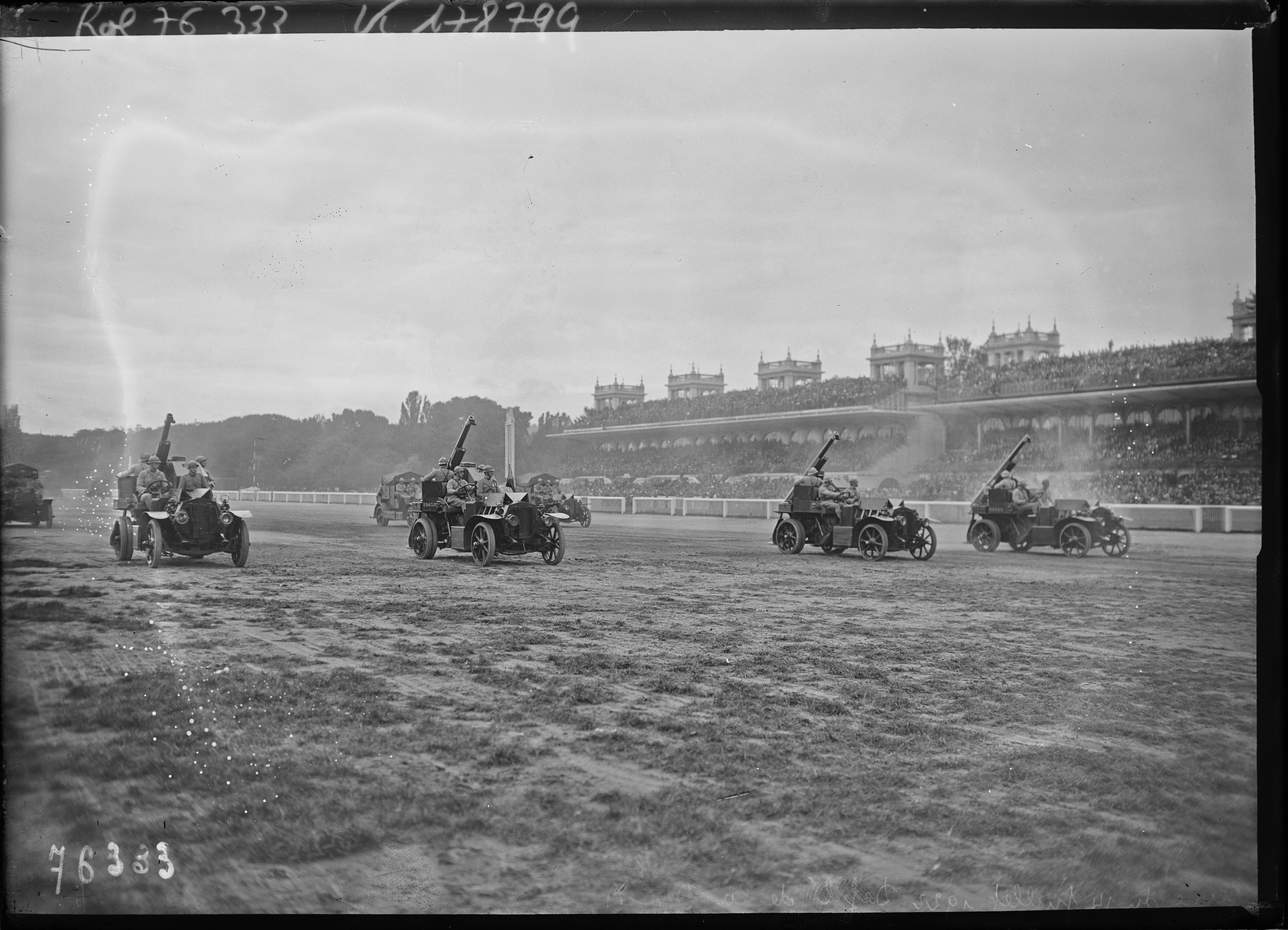
Autocanons du 1er RADCA défilant à l'Hippodrome de Longchamp le 14/7/1922.

Au cours de la Première Guerre mondiale qui voit l'avènement de l'aviation de guerre, les premières unités de lutte antiaérienne se mettent en place dans les deux camps. En France, cette mission est confiée à l'artillerie de l'Armée de terre. Le 1er janvier 1920 est créé le 1er régiment de défense contre aéronef (1er RDCA),,. Maintenant rattaché à l'aéronautique militaire, le 1er RDCA est cependant formé par des éléments transférés de l'artillerie : le 64e régiment d'artillerie fournit au 1er RDCA son état-major et son peloton hors-rang, le 66e régiment d'artillerie fournit ses batteries 1, 2, 25 et 17, équipées d'autocanons de 75mm, le 67e régiment d'artillerie fournit les compagnies de projecteurs no 13 et 14, le 501e régiment d'infanterie territoriale fournit la compagnie de mitrailleuses no 454 et l'aérostation fournit la compagnie d'aérostatiers no 24. Initialement formé d'un groupe unique, le régiment est renforcé d'un second groupe le 1er janvier 1921. Le 25 août 1922, il est décidé de transférer à l'artillerie toutes les formations de DCA qui étaient subordonnées à l'aéronautique. En pratique, le transfert a lieu entre avril 1923 et janvier 1924,.

### Entre-deux-guerres

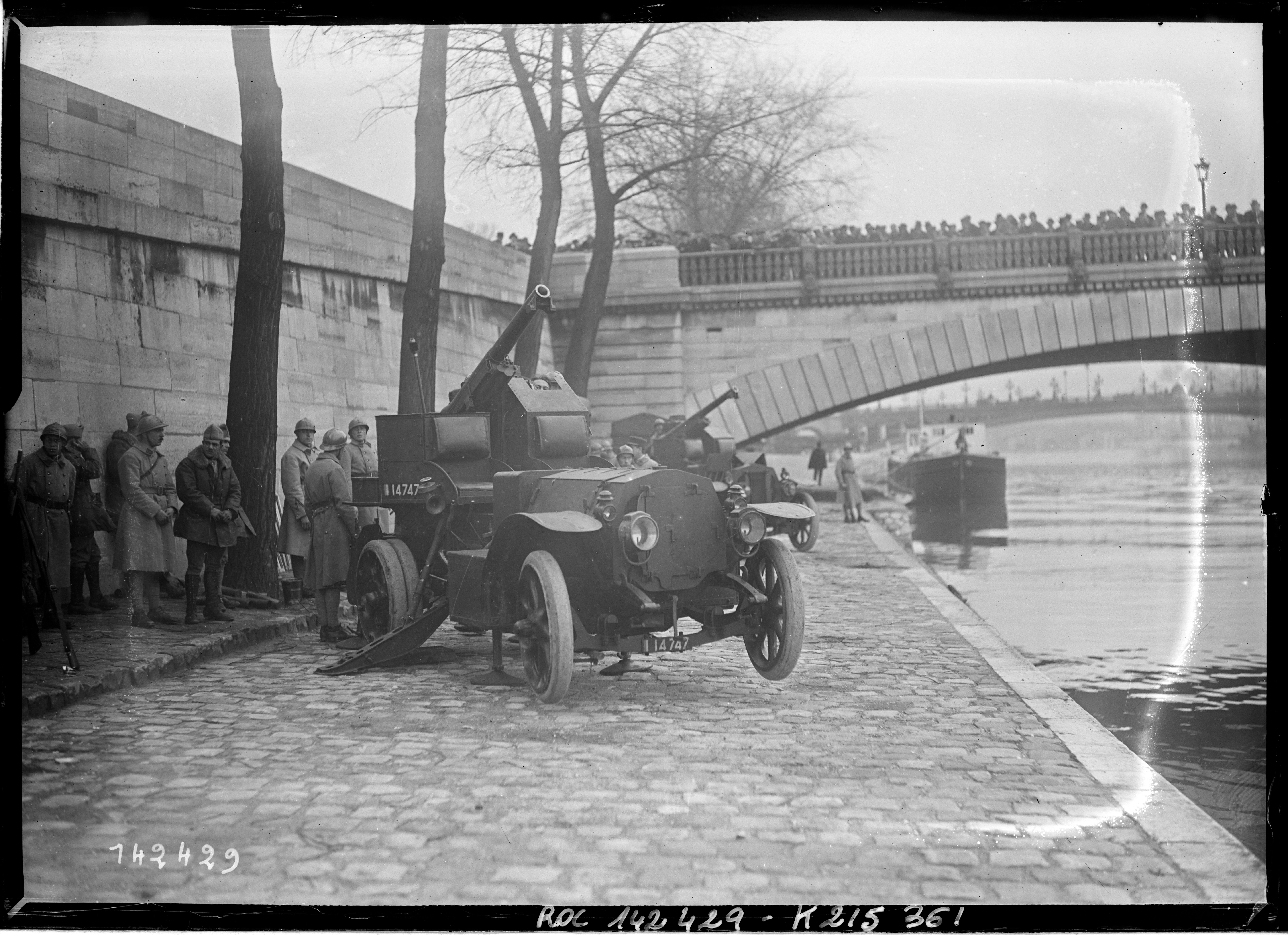
Autocanon et artilleurs du sur les rives de la Seine à Paris en 1929.

Désormais unité de l'arme de l'artillerie, le 1er RDCA prend l'appellation de 401e régiment d'artillerie de défense contre aéronefs (401e RADCA) le 1er janvier 1924. Outre le groupe d'état-major stationné au fort de Romainville, le régiment est composé de cinq groupes de canons. Les 1er et 2e groupes, composés de quatre batteries d'autocanons de 75mm, sont basés au fort de Romainville et au fort de Noisy. Ce dernier abrite également l'une des deux batteries du 3e groupe, la seconde occupant le fort de Rosny où se trouve également deux batteries du 4e groupe. Le 5e groupe, spécialisé dans les projecteurs, est basé au fort de Noisy,. 
De 1924 à 1935, ces groupes connaissent un certain nombre de remaniements et de transferts, consécutifs notamment à des changements de matériel. Le régiment passe en effet progressivement des autocanons vers des postes de tir sur plate-forme. En 1928, un 6e groupe de projecteur est formé à Chartres puis devient groupe de canons en 1934. Un 7e groupe équipé d'autocanons est créé à Tours en 1933,.

### Seconde Guerre mondiale

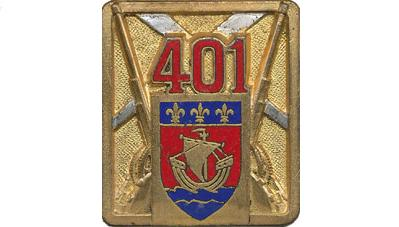
Insigne du 401e RADCA.

Lors de la mobilisation de 1939, les différentes batteries du 401e RADCA sont détachées pour former 16 groupes de DCA et de projecteurs, ainsi que 75 batteries indépendantes. Les groupes, principalement affectés à la défense anti-aérienne de Paris, sont équipés des canons de 75mm ainsi que de Bofors 40 mm et de canons de 25 mm antiaérien Hotchkiss. Après avoir participé à la drôle de guerre et à la bataille de France, le 401e RADCA fait les frais de l'armistice du 22 juin 1940 et est dissous le 5 août suivant,.

### De 1945 à nos jours
Après la victoire et la mise en place du gouvernement provisoire de la République française, le régiment est recréé le 1er mars 1945 sous l'appellation de 401e régiment d'artillerie des forces terrestres anti-aériennes (401e RAFTA). Équipé de canon de 88mm pris aux allemands, il retrouve le fort de Romainville bien que certaines de ses batteries soient détachées à Provins et à Nogent-sur-Seine. Le 15 février 1947, le 401e RAFTA devient 401e régiment d'artillerie antiaérienne (401e RAA). À la fin de l'année 1955, le 401e RAA participe aux opérations françaises lors de la révolution du Roi et du Peuple au Maroc. Le 1er groupe du régiment est basé à Meknès alors que le 2e s'installe à Marrakech. Pendant deux ans, ils participent à la protection des installations françaises avant d'être déplacés vers le pays voisin pour participer à la guerre d'Algérie.
Lors de l'appel au contingent en septembre 1955, des appelés du 401e RAA manifestent leur opposition, organisant notamment une messe pour la paix à l'Église Saint-Séverin de Paris. Basées à Touggourt et à Zéralda, les unités du 401e RAA opèrent en Algérie jusqu'en 1962 puis retournent en métropole et s'installent au camp de Sissonne où le régiment est dissous le 31 août de la même année,. 
Il renaît cependant moins d'un an plus tard après l'acquisition par la France de missiles antiaériens MIM-23 Hawk. De janvier à mars 1963, des cadres de l'artillerie française sont détachés à Fort Bliss aux États-Unis pour y être formé sur le Hawk par leurs homologues américains. De retour en France, le détachement français est basé à Nîmes et récrée le 8 mai 1963 le 401e RAA qui devient le premier régiment Hawk de l'Armée française. Le 30 juin 1964, en plus de sa mission d'unité opérationnelle, le régiment devient unité support de l'école de spécialisation de l'artillerie antiaérienne (ESAA), héritant ainsi de missions d'instruction. Le 401e RAA est alors formé d'une batterie de commandement, de deux batteries opérationnelles Hawk, d'une batterie de canons de 40mm et d'un groupement d'instruction,.
Le 1er novembre 1970, le 401e RAA prend l'appellation de 401e régiment d'artillerie et reçoit en 1977 les premiers systèmes Roland. Après la disparition de l'ESAA, le 401 passe sous tutelle de l'école de l'artillerie et est transféré à Draguignan le 1er août 1983. Lors de l'opération Épervier de 1986 à 1989, plusieurs cadres du 401, spécialistes du Hawk, sont détachés au Tchad dans les rangs des 402e et 403e régiments d'artillerie. Intégré au 3e corps d'armée le 1er septembre 1993, le 401e RA est définitivement dissous à Draguignan le 30 juin 1997,.

## Traditions
En tant qu'unité d'artillerie, le 401e RA fête la Sainte-Barbe.

### Insigne
L'insigne du 401e RADCA, fabriqué en métal par Arthus-Bertrand en 1938, montre deux tubes antiaériens pointés vers le ciel et deux faisceaux de projecteurs qui se croisent. Sur le tout l'insigne porte les armoiries de la ville de Paris.
L'insigne du 401e RA se compose d’un écusson bleu chargé d'un missile Hawk d'argent chevauché par un aigle d'or.

### Devise
- "Droit au but"

### Drapeau
Héritier d'unités de DCA ayant opéré durant la Première Guerre mondiale, le drapeau du 401e RA porte l'inscription cousues en lettres d'or dans ses plis, les inscriptions suivantes :
- Grande Guerre 1914-1918

## Personnalités ayant servi au sein du bataillon
- Robert Kaskoreff (1909-1988), résistant français, Compagnon de la Libération.